# John James Hughes

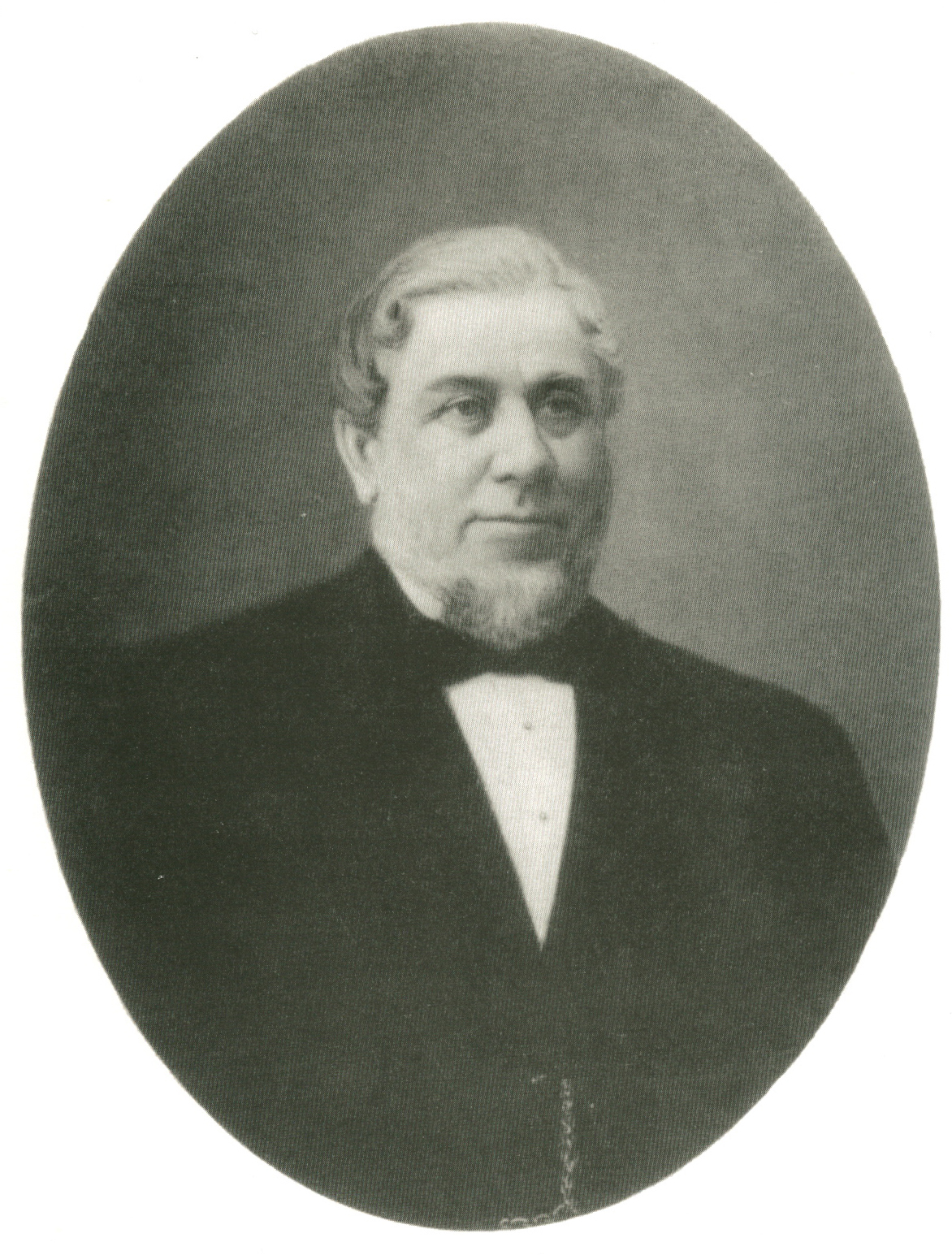

John James Hughes (1814 - 17 iunie 1889) a fost un inginer galez, afacerist și fondator al orașului Donețk. 